# Röcken
Röcken – dzielnica miasta Lützen w kraju związkowym Saksonia-Anhalt, w powiecie Burgenland, we wspólnocie administracyjnej Lützen-Wiesengrund. Leży niedaleko miasta Weißenfels.
Do 30 czerwca 2009 było samodzielną gminą, wówczas tereny gminy przyłączono do miasta Lützen. Do 2007 gmina leżała w powiecie Weißenfels.
Najsłynniejszym mieszkańcem był urodzony w Röcken Fryderyk Nietzsche. Dom narodzin Nietzschego, który jest obecnie domem parafialnym, istnieje do dziś. Znajduje się w nim również tablica pamiątkowa.
Obok kościoła znajdują się groby Fryderyka, jego siostry Elisabeth Förster-Nietzsche oraz ich rodziców.